# 1955 w polityce

Gieorgij Malenkow

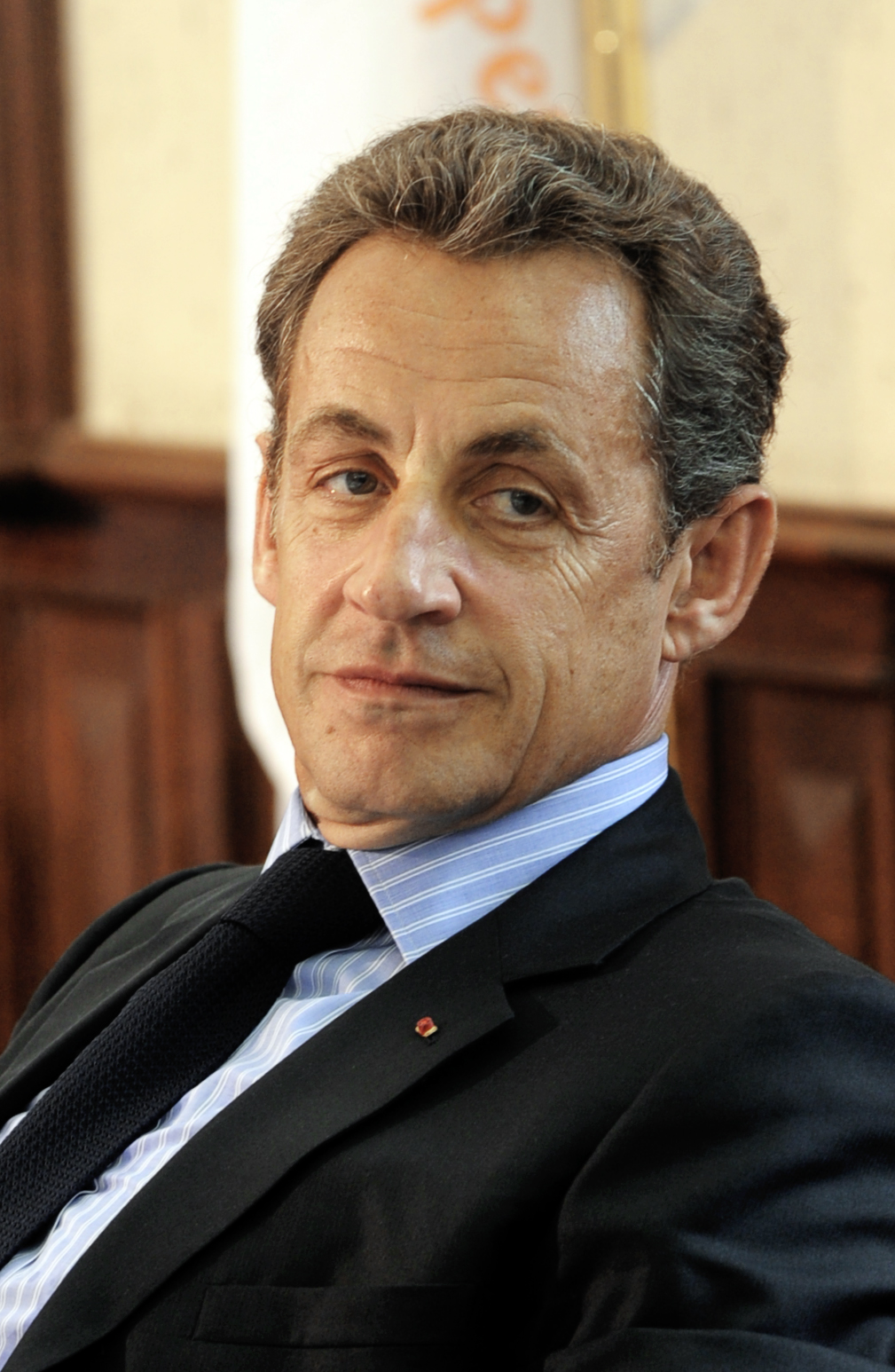
Nicolas Sarkozy

Wydarzenia polityczne w 1955 roku.

## Styczeń
- 28 stycznia – urodził się Nicolas Sarkozy, prezydent Francji[1].

## Luty
- 8 lutego – Gieorgij Malenkow, premier ZSRR, ustąpił ze stanowiska[2].
- 18 lutego – urodził się Kazimierz Wiatr, profesor zwyczajny AGH, senator czterech kadencji[3].

## Marzec
- 2 marca – król Kambodży Norodom Sihanouk abdykował i przekazał władzę królewską swojemu ojcu, księciu Norodomowi Suramaritowi. Swoją decyzję umotywował wzrostem nastrojów opozycyjnych przeciwko proamerykańskiej i prozachodniej polityce[4].
- 27 marca – urodził się Mariano Rajoy, premier Hiszpanii[5].

## Kwiecień
- 5 kwietnia – w wyniku złego stanu zdrowia premier Wielkiej Brytanii Winston Churchill podał się do dymisji[4].
- 7 kwietnia – Anthony Eden został premierem Wielkiej Brytanii[6].

## Maj
- 14 maja – w Warszawie przedstawiciele Związku Socjalistycznych Republik Radzieckich, Albanii, Bułgarii, Czechosłowacji, Polski, Rumunii, Węgier podpisali Układ Warszawski[4].

## Czerwiec
- 3 czerwca – urodziła się Jolanta Kwaśniewska, pierwsza dama w latach 1995–2005.
- 20 czerwca – urodził się Mirosław Sekuła, parlamentarzysta, prezes NIK[7].
- 22 czerwca – urodziła się Elżbieta Rafalska, minister rodziny, pracy i polityki społecznej w rządzie Beaty Szydło[8].

## Lipiec
- 14 lipca – w więzieniu zmarł Hans Koch, esesman, zbrodniarz wojenny[9].
- 23 lipca – zmarł Albrecht II Habsburg, książę cieszyński[10].

## Sierpień
- 9 sierpnia – urodził się Marek Kuchciński, marszałek sejmu[11].
- 21 sierpnia – Adam Ważyk w tygodniku Nowa Kultura opublikował Poemat dla dorosłych, pierwszy po okresie socrealizmu utwór, w którym poddano krytyce ówczesne realia polityczne[12].

## Wrzesień
- 8 września – urodził się Janusz Sepioł, marszałek województwa małopolskiego i senator[13].
- 16 września – w Argentynie wybuchło powstanie przeciwko Juanowi Perónowi[4].
- 18 września – Juan Perón podał się do dymisji[4].

## Październik
- 28 października w Warszawie oddano do użytku Pałac Kultury i Nauki, nazwany imieniem Józefa Stalina[14].

## Listopad
- 2 listopada Dawid Ben Gurion został powtórnie premierem Izraela[15].

## Grudzień
- 20 grudnia – urodził się Martin Schulz, niemiecki polityk, przewodniczący Parlamentu Europejskiego[16].
- 28 grudnia – urodził się Liu Xiaobo, chiński pisarz, dysydent, laureat pokojowej Nagrody Nobla za 2010[17].